# Olle Bosemark
Nils Olof ”Olle” Bosemark, född 17 januari 1924 i Skara, död 17 juni 2017 i Ängelholm, var en svensk växtgenetiker, professor och direktör. Han disputerade 1957 vid Lunds universitet och har varit vice verkställande direktör i Hilleshög AB. Han valdes 1988 in som ledamot av Vetenskapsakademien och Lantbruksakademien.